# De glödande åren

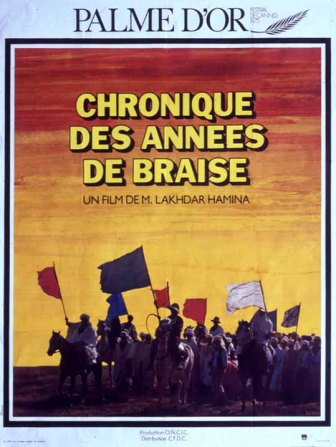
Filmaffisch.

De glödande åren (arabiska: وقائع سنين الجمر, franska: Chronique des années de braise) är en algerisk film från 1975 i regi av Mohammed Lakhdar-Hamina.
Filmen tilldelades Guldpalmen vid 1975 Cannesfestival.

## Handling
Berättelsen börjar 1939 och slutar den 11 november 1954. Den skildrar den algeriska kampen för självständighet från den franska kolonialmakten. Filmen följer en mans flykt från sitt hem och när han går med i den algeriska gerillan som strider för friheten.

## Rollista
- Yorgo Voyagis – Ahmed
- Mohammed Lakhdar-Hamina – Miloud
- Larbi Zekkal – Larbi
- Cheikh Nourredine – vännen
- Leila Shenna – kvinnan